# Solnečnogorsk
Solnečnogorsk (in russo Солнечногорск?; anche traslitterata come Solnechnogorsk) è una cittadina della Russia europea centrale, compresa nell'oblast' di Mosca e situata 65 km a nordovest della capitale, sulle rive del lago Senež. Fino al 2019 era il capoluogo amministrativo del distretto omonimo.
L'origine della città data dal 1928, anno in cui venne fondato ufficialmente l'insediamento di Solnečnogorskij; lo status di città è del 1938. Tuttavia, sul sito è attestato fin dagli inizi del XVIII secolo il villaggio di Solnečnaja Gora (Солнечная Гора, che in russo significa collina soleggiata). Risale al 1851, invece, la costruzione di una stazione ferroviaria chiamata Podsolnečnaja (Подсолнечная) sulla linea fra Mosca e San Pietroburgo.
Le basi economiche della cittadina sono industriali: sono presenti stabilimenti chimici, meccanici e metallurgici.

## Società

### Evoluzione demografica
Fonte: mojgorod.ru
- 1959: 24.200
- 1979: 48.000
- 1989: 55.600
- 2002: 58.374
- 2007: 57.200